# Volksabstimmungen in der Schweiz 1995
Dieser Artikel bietet eine Übersicht der Volksabstimmungen in der Schweiz im Jahr 1995.
In der Schweiz fanden auf Bundesebene sieben Volksabstimmungen statt, im Rahmen zweier Urnengänge am 12. März und 25. Juni. Dabei handelte es sich um eine Volksinitiative, einen Gegenentwurf, vier fakultative Referenden und ein obligatorisches Referendum.

## Abstimmungen am 12. März 1995

### Ergebnisse
| Nr. | Vorlage | Art | Stimm- berechtigte | Abgegebene Stimmen | Beteiligung | Gültige Stimmen | Ja        | Nein      | Ja-Anteil | Nein-Anteil | Stände | Ergebnis |
| --- | --- | --- | ------------------ | ------------------ | ----------- | --------------- | --------- | --------- | --------- | ----------- | ------ | -------- |
| 418 | Bundesbeschluss über die Volksinitiative «für eine umweltgerechte und leistungsfähige bäuerliche Landwirtschaft» (Gegenentwurf) | GE  | 4'583'856          | 1'738'895          | 37,93 %     | 1'702'322       | 0'836'215 | 0'866'107 | 49,12 %   | 50,88 %     | 9:14   | nein     |
| 419 | Milchwirtschaftsbeschluss 1988, Änderung vom 18. März 1994                                                                      | FR  | 4'583'856          | 1'738'955          | 37,93 %     | 1'699'352       | 0'620'918 | 1'078'434 | 36,54 %   | 63,46 %     | –      | nein     |
| 420 | Landwirtschaftsgesetz, Änderung vom 8. Oktober 1993                                                                             | FR  | 4'583'856          | 1'738'353          | 37,91 %     | 1'696'671       | 0'569'950 | 1'126'721 | 33,56 %   | 66,44 %     | –      | nein     |
| 421 | Bundesbeschluss über eine Ausgabenbremse                                                                                        | OR  | 4'583'856          | 1'735'266          | 37,86 %     | 1'668'056       | 1'390'831 | 0'277'225 | 83,38 %   | 16,62 %     | 23:0   | ja       |

### Landwirtschaftsartikel
1990 reichte der Bauernverband die Volksinitiative «für eine umweltgerechte und leistungsfähige Landwirtschaft» ein. Sie verlangte eine Garantie für die Finanzierung der Agrarpolitik und die Unterstützung einer Landwirtschaft, die die natürlichen Lebensgrundlagen verantwortungsvoll nutzt und sich an den Regeln des freien Marktes orientiert. Der Bundesrat wies das Begehren zurück, da seiner Meinung nach die agrarpolitischen Massnahmen im zweiten Absatz nicht in die Bundesverfassung gehörten. Der bundesrätliche Gegenvorschlag stiess auf wenig Begeisterung, weshalb die zuständige Kommission des Ständerates einen neuen Verfassungsartikel ausarbeitete. Er fand die Zustimmung beider Parlamentskammern, worauf der Bauernverband sein Begehren zurückzog. Im Wesentlichen sollte der Bund darauf hinwirken, dass die Landwirtschaft durch eine umweltgerechte und auf die Absatzmöglichkeiten ausgerichtete Produktion einen wesentlichen Beitrag zur sicheren Versorgung der Bevölkerung, zur nachhaltigen Nutzung der Lebensgrundlagen, zur Pflege der Kulturlandschaft und zur dezentralen Besiedlung des Landes leistet. Bei der Umsetzung der Massnahmen sollten die Landwirte mit Direktzahlungen gefördert werden. Die bürgerlichen Befürworter priesen den Kompromiss als solide Basis für die künftige Agrarpolitik, die gleichzeitig genügend Raum für die bereits in Angriff genommenen Reformbemühungen lasse. Den linken Parteien, der Lega dei Ticinesi, dem LdU, den Umweltverbänden und den Konsumentenorganisationen ging der Artikel im ökologischen Bereich zu wenig weit. Sie bezeichneten die Vorlage als Scheinreform und verlangten schärfere Bestimmungen bei Umweltschutz und Tierhaltung. Bei geringer Beteiligung scheiterte die Vorlage knapp am Volks- und Ständemehr.

### Milchwirtschaftsbeschluss
Der 1978 in einer Volksabstimmung angenommene Milchwirtschaftsbeschluss sollte die Überproduktion von Milch verringern, blieb aber weitgehend wirkungslos, weshalb das Parlament zehn Jahre später einen neuen Milchwirtschaftsbeschluss verabschiedete. 1993 schlug der Bundesrat eine erneute Revision vor mit dem Ziel, die Übertragung von Milchkontingenten von einem Landwirt auf den anderen zu ermöglichen. So sollten Landwirte, die ihre Kontingente nicht ausschöpfen, den nicht benötigten Anteil verkaufen oder vermieten können. Von der Revision versprach man sich Flexibilität für die Bauern und Kostensenkungen für die Konsumenten. Nachdem das Parlament die Vorlage verabschiedet hatte, ergriff die Kleinbauern-Vereinigung erfolgreich das Referendum. Zu den Gegnern gehörten auch die linken Parteien, der LdU, die SD, die Lega, verschiedene Umweltschutz- und Konsumentenorganisationen sowie der Detailhandel. Sie warnten vor einer «Verindustrialisierung der Landwirtschaft», gegen die ihrer Meinung nach unvermeidliche Benachteiligung der finanzschwachen Klein-, Berg-, und Biobauern sowie vor einer weiteren Milchschwemme, die mit Steuergeldern subventioniert werden müsste. Die bürgerlichen Parteien und der Bauernverband argumentierten, der Kontingenthandel gebe den Landwirten die Möglichkeit, sich den Anforderungen des Marktes, der Ökologie und des Tierschutzes anzupassen, wodurch Kosten gespart werden können. Fast zwei Drittel der Abstimmenden lehnten die Vorlage ab.

### Landwirtschaftsgesetz
Angesichts der weltweiten Liberalisierung der Agrarmärkte beschloss das Parlament im Oktober 1993 aufgrund einer parlamentarischen Initiative der Kommission für Wirtschaft und Abgaben des Ständerates eine Änderung des Landwirtschaftsgesetzes. Zur Finanzierung von Selbsthilfemassnahmen und Werbekampagnen der grösseren landwirtschaftlichen Branchenverbände sollten ihre Mitglieder einen Solidaritätsbeitrag bezahlen. Diese Massnahmen sollten in erster Linie dazu dienen, die Produktion an die Absatzmöglichkeiten anzupassen und den naturnahen Anbau zu fördern. Erhoben werden sollten die Beiträge von den Verbänden, unter öffentlich einsehbarer Kontrolle des Bundesamtes für Landwirtschaft. Gegen diesen Beschluss ergriff die Kleinbauern-Vereinigung ebenfalls das Referendum, zusammen mit verschiedenen Konsumentenorganisationen und mit der Unterstützung der Detailhandelskette Denner. Zu den Gegnern gehörten auch die SP sowie verschiedene Rechtsaussen- und Linksparteien. Sie argumentierten, die Revision führe lediglich zu einer weiteren Machtkonzentration bei grossen Verbänden und zur Zementierung marktfeindlicher Strukturen. Die Zwangssolidarität sei zudem eine «versteckte Staatssubvention», die innovative Landwirte demotiviere und Biobauern dazu zwinge, die Verwertung überschüssiger und unökologisch produzierter Massenware mitzufinanzieren. Bürgerliche Parteien und der Bauernverband vertraten die Meinung, die Solidaritätsbeiträge seien ein wirkungsvolles Instrument, um einheimischen Agrarprodukte auf dem Markt besser positionieren zu können und einen Wettbewerb mit gleich langen Spiessen zu ermöglichen. Zwei Drittel der Abstimmenden lehnten die Vorlage ab; nur in den Kantonen Jura, Neuenburg und Waadt resultierten zustimmende Mehrheiten.

### Ausgabenbremse
Im Rahmen der Beratungen zum Sanierungspaket 1993 reichten mehrere Ständeräte eine Motion ein, die als Ergänzung zu den Sparmassnahmen eine Ausgabenbremse verlangte (ähnliche Massnahmen waren bereits von 1951 bis 1958 sowie von 1975 bis 1979 in Kraft gewesen). So sollten Ausgaben von mehr als 20 Millionen Franken und neue wiederkehrende Ausgaben von mehr als zwei Millionen nur dann beschlossen werden können, wenn in beiden Kammern die Mehrheit aller Ratsmitglieder ihre Zustimmung gibt (anstatt wie bisher die Mehrheit der jeweils Stimmenden). Nach längeren Debatten setzte sich der Vorschlag durch, dass die Ausgabenbremse in der Verfassung festgeschrieben werden und künftig unbefristet gelten soll. Nur die Grünen und die PdA stellten sich gegen die Vorlage (die SP beschloss Stimmfreigabe). Sie argumentierten, der Spielraum des Parlaments und insbesondere der Minderheiten werde zu sehr eingeschränkt, ohne den Staatshaushalt effektiv zu entlasten. Alle anderen Parteien betonten, dass namhafte Zusatzausgaben nicht mehr durch Zufallsmehrheiten beschlossen werden könnten. Sinnvolle neue Ausgaben würden nicht blockiert, da sich für diese ohnehin Mehrheiten finden liessen. Mehr als vier Fünftel der Abstimmenden und alle Kantone nahmen die dafür notwendige Verfassungsänderung an.

## Abstimmungen am 25. Juni 1995

### Ergebnisse
| Nr. | Vorlage                                                                                               | Art | Stimm- berechtigte | Abgegebene Stimmen | Beteiligung | Gültige Stimmen | Ja        | Nein      | Ja-Anteil | Nein-Anteil | Stände | Ergebnis |
| --- | --- | --- | ------------------ | ------------------ | ----------- | --------------- | --------- | --------- | --------- | ----------- | ------ | -------- |
| 422 | Bundesgesetz über die Alters- und Hinterlassenenversicherung, Änderung vom 7. Oktober 1994            | FR  | 4'591'795          | 1'856'163          | 40,41 %     | 1'828'402       | 1'110'053 | 0'718'349 | 60,78 %   | 39,22 %     | –      | ja       |
| 423 | Eidgenössische Volksinitiative «zum Ausbau von AHV und IV»                                            | VI  | 4'591'795          | 1'852'720          | 40,34 %     | 1'806'568       | 0'499'266 | 1'307'302 | 27,63 %   | 72,37 %     | 0:23   | nein     |
| 424 | Bundesgesetz über den Erwerb von Grundstücken durch Personen im Ausland, Änderung vom 7. Oktober 1994 | FR  | 4'591'795          | 1'852'627          | 40,34 %     | 1'797'375       | 0'834'673 | 0'962'702 | 46,44 %   | 53,56 %     | –      | nein     |

### Revision des AHV-Gesetzes
Die Alters- und Hinterlassenenversicherung (AHV) stand zunehmend vor grossen Herausforderungen. So gab es Forderungen nach einer Gleichstellung der Geschlechter, einer Flexibilisierung des Rentenalters und existenzsichernden Renten, während sich beim AHV-Fonds längerfristig Finanzierungsprobleme abzeichneten. Die im März 1990 vom Bundesrat präsentierte 10. AHV-Revision stiess weitherum auf Ablehnung, da sie zwar punktuelle Verbesserungen vorsah, auf die zentralen Forderungen jedoch nicht einging. In intensiven Beratungen gestaltete das Parlament die Vorlage vollständig um. Vorgesehen waren nun unter anderem das Einkommenssplitting während der Ehe, Gutschriften für Erziehungs- und Betreuungsarbeit, die schrittweise Erhöhung des Rentenalters für Frauen von 62 auf 64 Jahre, die Möglichkeit eines vorgezogenen Ruhestands und die Einführung einer Witwerrente. Nach der Genehmigung durch beide Parlamentskammern ergriffen der Schweizerische Gewerkschaftsbund (SGB) und der Christlichnationale Gewerkschaftsbund (CNG) erfolgreich das Referendum. Unterstützung erhielten sie zunächst einzig von der Lega dei Ticinesi und der PdA, während die SP auf Druck der Basis sich spät von ihrer ursprünglichen Nein-Parole distanzierte. Die Gegner setzten sich vor allem gegen die Erhöhung des Frauenrentenalters zur Wehr, da sie noch mehr Ungleichheit schaffe. Die Befürworter warben mit den zahlreichen fortschrittlichen Neuerungen und betrachteten die Erhöhung des Frauenrentenalters vor dem Hintergrund der finanziellen Lage der AHV als Akt der Gleichstellung. Mit etwas mehr als 60 Prozent fiel die Zustimmung deutlicher aus als erwartet.

### Ausbau von AHV und IV
Um trotz des Referendums die unbestrittenen Neuerungen der 10. AHV-Revision nicht zu gefährden, lancierten der SGB und der CNG (mit Unterstützung der SP) eine Volksinitiative. Diese zielte in erster Linie darauf ab, die Erhöhung des Frauenrentenalters von 62 auf 64 Jahre zu verhindern. Ebenso forderte sie eine Verschiebung der Gewichte von der zweiten Säule (berufliche Vorsorge) zur ersten (AHV und IV), um existenzsichernde Renten sicherzustellen. Die berufliche Vorsorge sollte dagegen abgebaut werden und künftig nur noch die Funktion einer Zusatzversicherung haben. Ferner verlangte das Begehren geschlechter- und zivilstandsneutrale Renten, eine Flexibilisierung des Rentenalters ohne Kürzung der Ansprüche, volle Freizügigkeit beim Wechsel der Pensionskasse sowie eine Mindestbeteiligung des Bundes an der AHV von 25 Prozent. Bundesrat und Parlament wiesen das Begehren zurück. Die Befürworter, zu denen weitere Linksparteien gehörten, sahen es an der Zeit, dass die AHV zu einer existenzsichernden «Volksversicherung» und die Gleichstellung der Geschlechter bei der AHV realisiert werde. Die bürgerlichen Parteien sowie die Pensionskassenverbände warnten, dass die finanziellen Folgen nicht verantwortbar seien. Ausserdem würden mehrere Forderungen mit der laufenden Revision ohnehin umgesetzt. Fast drei Viertel der Abstimmenden und sämtliche Kantone lehnten die Vorlage ab.

### Erwerb von Grundstücken durch Ausländer
Seit den 1960er Jahren wurde der Erwerb von Grundeigentum durch Ausländer schrittweise eingeschränkt (siehe dazu Lex Koller). Unter dem Druck mehrerer politischer Vorstösse, darunter einer Standesinitiative des Kantons Genf, präsentierte der Bundesrat im März 1994 eine Gesetzesrevision zur Lockerung der Bestimmungen. Die bisherige Bewilligungspflicht für den Erwerb von Grundeigentum durch Ausländer sollte nur noch für reine Kapitalanlagen, den gewerbsmässigen Immobilienhandel und für Ferienwohnungen gelten. Ausländern mit Wohnsitz in der Schweiz sollte der freie Erwerb gestattet sein. Ebenfalls bewilligungsfrei werden sollte der Erwerb von Grundeigentum durch Unternehmen sowie der soziale Wohnungsbau. Auslandschweizer sollten rechtlich mit Ausländern gleichgestellt werden. Gegen den entsprechenden Beschluss des Parlaments ergriffen die Schweizer Demokraten erfolgreich das Referendum. Zu den Befürwortern der Vorlage gehörten praktisch alle anderen Parteien. Sie argumentieren, dass bei beschränkter Nachfrage keine starke Zunahme des Bodenanteils in ausländischer Hand zu befürchten sei. Mit der Liberalisierung sei vielmehr eine wirtschaftliche Belebung benachteiligter Regionen zu erwarten, ausserdem lasse sich der immense Verwaltungsaufwand reduzieren. Die Schweizer Demokraten warnten wie bei diesem Thema üblich vor einem «Ausverkauf der Heimat». Der Wechsel vom Nationalitäts- zum Wohnsitzprinzip werde die Bauspekulation anheizen. Ebenso prangerten sie die rechtliche Schlechterstellung der Auslandschweizer an. Etwas überraschend angesichts der breiten Unterstützung lehnte eine knappe Mehrheit der Abstimmenden die Vorlage ab.